# Tadeusz Dembończyk
Tadeusz Dembończyk, född 23 december 1955 i Tarnowskie Góry, död 11 februari 2004 i Tarnowskie Góry, var en polsk tyngdlyftare.
Dembończyk blev olympisk bronsmedaljör i 56-kilosklassen i tyngdlyftning vid sommarspelen 1980 i Moskva.